# Harlestone
Harlestone is een civil parish in het bestuurlijke gebied Daventry, in het Engelse graafschap Northamptonshire met 445 inwoners.